# Bányai Lajos (labdarúgó, 1947)
Bányai Lajos (Paks, 1947. szeptember 3. – 2003. május 21.) labdarúgó, csatár.

## Pályafutása
1957-ben kezdett futballozni a Paksi Kinizsiben. 1966 őszén került be a felnőtt keretbe. Katona ideje alatt az egyik honvéd egyesületben játszott.
Az 1972–73-as idényben szerepelt a Ferencváros csapatában. Egyetlenegy bajnoki mérkőzésen lépett pályára 1972. október 8-án a Zalaegerszegi TE ellen, ahol csapata 2–0-ra győzött. Ezzel az egy mérkőzéssel a bajnoki ezüstérmes csapat tagja lett. A Fradiban összesen 7 mérkőzésen szerepelt (1 bajnoki, 6 nemzetközi) és egy gólt szerzett. 1973–1976 között a Gyöngyösi Spartacus játékosa volt.
1979 nyarán a Paksi SE edzője lett.

## Sikerei, díjai
- Magyar bajnokság
  - 2.: 1972–73